# Brosville
Brosville – miejscowość i gmina we Francji, w regionie Normandia, w departamencie Eure.
Według danych na rok 1990 gminę zamieszkiwały 573 osoby, a gęstość zaludnienia wynosiła 80 osób/km² (wśród 1421 gmin Górnej Normandii Brosville plasuje się na 406. miejscu pod względem liczby ludności, natomiast pod względem powierzchni na miejscu 524.).